# Коржівська сільська рада (Уманський район)
Ко́ржівська сільська́ ра́да — адміністративно-територіальна одиниця та орган місцевого самоврядування в Уманському районі Черкаської області. Адміністративний центр — село Коржова.

## Загальні відомості
- Населення ради: 565 осіб (станом на 2001 рік)

## Населені пункти
Сільській раді були підпорядковані населені пункти:
- с. Коржова

## Склад ради
Рада складалася з 12 депутатів та голови.
- Голова ради: Комісар Григорій Вікторович
- Секретар ради: Гончарова Тетяна Віталіївна

### Керівний склад попередніх скликань
| Прізвище, ім'я, по батькові | Основні відомості                                                          | Дата обрання | Дата звільнення |
| --------------------------- | -------------------------------------------------------------------------- | ------------ | --------------- |
| Майданнік Петро Миронович   | Сільський голова, 1958 року народження, член Соціалістичної партії України | 26.03.2006   | 31.10.2010      |
| Комісар Григорій Вікторович | Сільський голова, 1965 року народження, освіта вища, член Партії регіонів  | 31.10.2010   |                 |

Примітка: таблиця складена за даними сайту Верховної Ради України

### Депутати
За результатами місцевих виборів 2010 року депутатами ради стали:

#### За суб'єктами висування
| Суб'єкт висування           | Кількість обраних депутатів | %    |
| --------------------------- | --------------------------- | ---- |
| Партія регіонів             | 7                           | 58,3 |
| Комуністична партія України | 3                           | 25   |
| Самовисування               | 2                           | 16,7 |

#### За округами
| № округу                    | Прізвище, ім'я, по батькові   | Дата визнання обраним | Освіта             | Партійна приналежність                  | Відомості про обраного депутата             |
| --------------------------- | ----------------------------- | --------------------- | ------------------ | --------------------------------------- | ------------------------------------------- |
| Комуністична партія України |                               |                       |                    |                                         |                                             |
| 2                           | Данилюк Руслан Миколайович    | 02.11.2010            | вища               | член Комуністичної партії України       | органи МВС України, інспектор ДАІ           |
| 5                           | Літовець Олексій Семенович    | 02.11.2010            | середня            | позапартійний                           | пенсіонер                                   |
| 11                          | Віштак Іван Васильович        | 02.11.2010            | середня спеціальна | член Комуністичної партії України       | пенсіонер                                   |
| Партія регіонів             |                               |                       |                    |                                         |                                             |
| 3                           | Гончарова Тетяна Віталіївна   | 02.11.2010            | середня спеціальна | член Партії регіонів                    | Коржівська сільська рада, гол.бухгалтер     |
| 4                           | Кісіль Галина Вікторівна      | 02.11.2010            | середня спеціальна | член Партії регіонів                    | Дубівська дільнична лікарня, медична сестра |
| 6                           | Левченко Сергій Віталійович   | 02.11.2010            | вища               | член Партії регіонів                    | Сади України, заступник директора           |
| 7                           | Горова Валентина Михайлівна   | 02.11.2010            | середня спеціальна | член Партії регіонів                    | Дубівська дільнична лікарня, акушерка       |
| 8                           | Гережа Вячеслав Володимирович | 02.11.2010            | середня            | член Партії регіонів                    | тимчасово не працює                         |
| 9                           | Кукуруза Дмитро Павлович      | 02.11.2010            | вища               | член Партії регіонів                    | ТОВ «Агротера-Колос», обліковець            |
| 12                          | Бухенко Анатолій Васильович   | 02.11.2010            | середня спеціальна | член Партії регіонів                    | ТОВ «Агротера-Колос», гол.інженер           |
| Самовисування               |                               |                       |                    |                                         |                                             |
| 1                           | Завалій Михайло Васильович    | 02.11.2010            | вища               | позапартійний                           | тимчасово не працює                         |
| 10                          | Косенко Дмитро Сергійович     | 02.11.2010            | вища               | член Політичної партії «Сильна Україна» | ТОВ «Агротера-Колос», гол.економіст         |